# 櫻花樹下
《櫻花樹下》（桜の木の下），日本女性創作歌手aiko的第2張錄音室專輯。2000年3月1日發行。

## 簡介
前作《小小圓圓的好日子》約11個月之後發行。當時aiko已經由寂寂無名的歌手成為新晉的實力派歌手，因此這張專輯格外引人注目，也是aiko歌唱事業的一個里程碑。
收錄了《煙火》、《獨角仙》和《櫻花開時》三首單曲，其中《櫻花開時》是專輯的先行單曲。還有一首附贈曲目《戀愛中毒》，在歌詞卡上並沒有這首歌的歌詞，而且將這首歌安排在第10首曲目《獨角仙》同一音軌上作為隱藏曲目。
專輯發行第二週取得Oricon公信榜冠軍，是aiko所有作品中首次取得Oricon冠軍。發售第八週Oricon統計銷量突破100萬張，是aiko首張銷量超過百萬的專輯，也是aiko迄今最暢銷的專輯。Oricon統計總銷量近150萬張。

## 收錄曲目
1. 愛情的病（愛の病）
2. 煙火
3. 櫻花開時（桜の時）
4. 藥
5. 二人的形式（二人の形）
6. 桃色
7. 說壞話（悪口）
8. 傷痕
9. Power of Love
10. 獨角仙（カブトムシ）
11. 戀愛中毒（附贈曲目）（恋愛ジャンキー）

## 發售形態
| 樣式               | 發售日期      | Jacket類型     |
| ------------------ | ------------- | -------------- |
| 初回限定盤         | 2000年3月1日  | 初回限定Jacket |
| 通常盤             | 2000年3月1日  | 通常Jacket     |
| 初回限定盤【再發】 | 2001年9月20日 | 初回限定Jacket |
| SACD盤             | 2005年6月29日 | 通常Jacket     |
| 初回限定盤【復刻】 | 2008年3月12日 | 初回限定Jacket |

## 外部連結
- 唱片介紹
- 唱片介紹（SACD盤）